# Узун-Сакал-Джанкой
Узу́н-Сака́л-Джанко́й или Узу́н-Сака́л Неме́цкий (укр. Узун-Сакал-Джанкой, крымскотат. Uzun Saqal Canköy, Узун Сакъал Джанкой) — исчезнувшее село в Джанкойском районе Республики Крым, располагавшееся на юге района, в степной части Крыма, примерно на месте современного села Озёрное.

## История
Судя по энциклопедическому словарю «Немцы России», поселение крымских немцев Узун-Сакал-Джанкой, или Узун-Сакал немецкий, основано в начале XX века, в Тотанайской волости Перекопского уезда. По Статистическому справочнику Таврической губернии. Ч.II-я. Статистический очерк, выпуск пятый Перекопский уезд, 1915 год, в деревне Узун-Сакал-Джанкой немецкий (на земле Тайганского) Тотанайской волости Перекопского уезда числилось 14 дворов (все дворы безземельные) с немецким населением в количестве 14 человек приписных жителей и 75 «посторонних», из которых 46 мужчин и 43 женщины. Жители землёй не владели, но за селением числилось (совместно с селением Узун-Сакал татарский) 1200 десятин земли. В хозяйствах имелось 92 лошади, 8 волов, 18 коров и 18 голов мелкого скота (согласно энциклопедическому словарю «Немцы России» — с населением 21 человек).
После установления в Крыму Советской власти, по постановлению Крымревкома от 8 января 1921 года № 206 «Об изменении административных границ» была упразднена волостная система и в составе Джанкойского уезда был создан Джанкойский район. В 1922 году уезды преобразовали в округа. 11 октября 1923 года, согласно постановлению ВЦИК, в административное деление Крымской АССР были внесены изменения, в результате которых округа были ликвидированы, основной административной единицей стал Джанкойский район и село включили в его состав. Согласно Списку населённых пунктов Крымской АССР по Всесоюзной переписи 17 декабря 1926 года, в селе Узун-Сакал (немецкий), Немецко-Джанкойского сельсовета Джанкойского района, числилось 29 дворов, из них 27 крестьянских, население составляло 129 человек, из них 126 немцев и 3 русских. Постановлением Президиума КрымЦИКа «Об образовании новой административной территориальной сети Крымской АССР» от 26 января 1935 года был создан немецкий национальный (лишённый статуса национального постановлением Оргбюро ЦК КПСС от 20 февраля 1939 года) Тельманского района село, с населением 125 человек, вместе с сельсоветом, включили в его состав. На двухкилометровке РККА 1942 года селение уже не обозначено.